# Yves Olivier
Yves Olivier (* 29. November 1974 in Izegem) ist ein ehemaliger belgischer Rennfahrer und ist Vorsitzender des Fußballvereins KSV Roeselare.

## Rennsport
Mit dem Motorsport begann Olivier 1990, als er in der nationalen belgischen Kart-Meisterschaft Dritter wurde. 1991 und 1992 folgten weitere Kart-Meisterschaften. 1993 war er in der Formel Ford-Benelux-Meisterschaft aktiv, 1994 und 1995 in der deutschen Formel Renault-Meisterschaft. Ab 1996 in der deutschen Formel-3-Meisterschaft, zunächst in der weitgehend unbedeutenden B-Wertung der Vorjahresfahrzeuge. 2000 wechselte er in die Formel-3000-Meisterschaft. 2001 folgte dann ein Einstieg in die DTM mit einem 2000er Opel Astra V8 Coupé des Team Phoenix. 2002 fuhr er mit einem 2001er-Wagen für das Opel Euroteam, wurde aber noch im Verlauf der Saison entlassen. 2003 fuhr er in der V8-Star-Serie für Irmscher Motorsport.
Im Februar 2018 wurde er Vorsitzender des Omloop van Vlaanderen, der die gleichnamige Rallye veranstaltet.

## KSV Roeselare
Seit Oktober 2013 ist er Vorsitzender des in der Zweiten Division spielenden KSV Roeselare.

## Privates
Olivier lebt mit seiner Frau Valerie und mit seinem Sohn Antoine in Roeselare.